# Rivetina deserta
Rivetina deserta es una especie de mantis de la familia Mantidae.

## Distribución geográfica
Se encuentra en Turkmenistán.